# CAS号

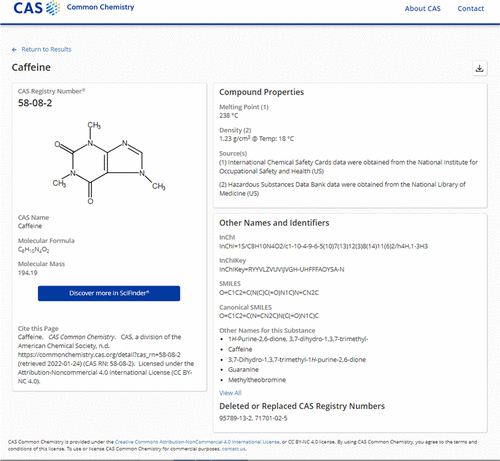
包含咖啡因信息的CAS共享化学数据库截图（58-08-2）

CAS注册编号（英語：CAS Registry Number，缩写称：CAS RN）或非正式称其CAS号、CAS编号（英語：CAS Number），又称为CAS登录编号、CAS登记编号，是美国化学会下设组织化学文摘社（Chemical Abstracts Service，缩写：CAS），其为了负责每一种出现在公开科学文献描述的每种化学物质而分配一个唯一识别编号，同时也为了避免化学物质有多种名称的麻烦，以方便在CAS注册库／注册表（英語：CAS Registry）中对该物质进行检索。该注册表包括自1957年以来描述的所有物质，以及一些可追溯到19世纪初的物质。它是一个化学数据库，包括有机和无机化合物、矿物质、同位素、合金、混合物和非结构化材料（UVCB物——成分未知或可变的物质、复杂反应产物或生物来源的物质）。CAS RN通常是序列号（带有校验位），因此它们不像简化分子线性输入规范（SMILES）和国际化合物标识（InChI）字符串那样包含有关结构本身的任何信息。如今几乎所有的化学数据库都允许用CAS編號检索。
CAS注册表是公开化学物质信息的权威集合。它识别了超过2.04亿种独特的有机和无机物质，以及6900万个蛋白质和脱氧核糖核酸（DNA）序列，此外还提供了每种物质的附加信息。它每天更新约15,000种新物质。近50万个CAS登记号的集合在美国化学学会共享化学（ACS Commons Chemistry）上以知识共享 署名-非商业（CC BY-NC）许可协议提供。

## 历史和用途
历史上，人们通过各种各样的同义词和属性来识别化学物质。化学文摘社承担了物质索引的早期开发，其中最大的挑战之一是确定文献中的某种物质是新物质还是以前发现的。众所周知的化学物质可能有多个通用名、历史名、商业名和/或（黑）市名，即使仅基于结构的系统命名法也并非普遍适用。人们开发了一种算法，将化学物质的结构式转换成计算机可搜索的表格，这为列出每种化学物质及其CAS登记号的服务（即CAS化学登记系统）奠定了基础，该系统于1965年开始运行。
CAS登记号 (CAS RN) 简洁规范，方便数据库检索。它为各种特定物质提供可靠、通用且国际化的链接，涵盖科学、工业和监管机构所使用的各种命名法和学科。如今，几乎所有分子数据库都支持使用CAS登记号进行检索，并且CAS登记号已成为全球标准。

## 格式
CAS編號以升序编排，且其数字本身没有任何含义。但当CAS科学家确定某种物质可以纳入CAS登记数据库时，会按连续递增的顺序分配。
一个CAS編號以连字符“-”分隔成三部分，第一部分为二至七位数字，第二部分有两位数字组成，第三部分有一位数字组成，且作为校验码。这种格式使CAS的最大容量为1,000,000,000个唯一数字。
校验码是通过将最后一位数字乘以1、前一位数字乘以2、再前一位数字乘以3以此类推，将所有这些数字相加，然后计算总和模（mod）10得出的。例如，水的CAS编号为7732-18-5：校验和5的计算方式为 (8×1 + 1×2 + 2×3 + 3×4 + 7×5 + 7×6) = 105；105 mod 10 = 5。

### 校验码的计算方法
若将CAS編號用下式表示（其中{\displaystyle 2\leqslant i\leqslant 7}）：
{\displaystyle N_{i}\cdot \cdot \cdot N_{4}N_{3}-N_{2}N_{1}-R}
其中{\displaystyle N}表示顺序号（第一、二部分数字），{\displaystyle R}表示校验码（第三部分数字）。则有：
{\displaystyle {\frac {iN_{i}+\cdot \cdot \cdot +4N_{4}+3N_{3}+2N_{2}+N_{1}}{10}}=Q+{\frac {R}{10}}}
其中{\displaystyle Q}是能使{\displaystyle R}为正整数的最大正整数。举例来说，水（H2O）的CAS編號是7732-18-5，其校验码{\displaystyle R=5}满足：
{\displaystyle {\frac {6\times 7+5\times 7+4\times 3+3\times 2+2\times 1+1\times 8}{10}}=10+{\frac {5}{10}}}

## 粒度
- 立体异构体和外消旋混合物被分配了独立的CAS登记号：L-肾上腺素为51-43-4，D-肾上腺素为150-05-0，外消旋DL-肾上腺素为329-65-7。

- 不同相不会获得不同的CAS号（液态水和冰都具有7732-18-5），但不同的晶体结构会获得不同的 CAS号（碳通常为7440-44-0，石墨为7782-42-5，金刚石为 7782-40-3）

- 常见的已知或未知成分混合物可能会收录到CAS号；例如利什曼染色剂（英语：Leishman stain）（12627-53-1）和芥子油 （8007-40-7）。

- 一些化学元素是通过其氧化状态来辨别的，例如铬元素的为7440-47-3，三价铬（Cr(III)）的氧化状态为16065-83-1，六价铬（Cr(VI) ）的氧化状态为18540-29-9。

- 有时整个类别的分子都会收到单个CAS号：例如醇脱氢酶的酶类具有9031-72-5。

## 异构体、酶和混合物
不同的同分异构体分子有不同的CAS編號，比如右旋葡萄糖的CAS編號是50-99-7，左旋葡萄糖是921-60-8，α右旋葡萄糖（α-D-glucose）是26655-34-5。 偶然也有一类分子用一个CAS編號，比如醇脫氫酶其實是一組化合物，它們共用CAS編號9031-72-5。混合物如芥末油的CAS編號是8007-40-7。

## 登记化合物里程碑
2015年6月29日，第1亿个化合物被CAS收录，其CAS号为1786400-23-4，是一种含杂环的有机硅化合物。截止至2020年10月29日22时（UTC+8），CAS已经登记了2.19亿种物质。目前最新登记的化合物CAS为3073763-73-9。

## 搜索引擎
- CHEMINDEX——通过加拿大职业健康与安全中心（英语：Canadian Centre for Occupational Health and Safety）搜索[13]

- ChemIDplus Advanced——通过美国国家医学图书馆获取[14]

- 公共化学（Common Chemistry）[15][16]——来自澳大利亚化学物质名录[17]

- 欧洲化学物质信息系统（英语：European chemical Substances Information System）[18]——通过英国皇家化学学会网站[19]

- 通过环境风险管理局（英语：Environmental Risk Management Authority）获取的HSNO（英语：Hazardous Substances and New Organisms Act 1996）化学品分类信息数据库[20]

- 澳大利亚化学物质名录检索工具[21]

- 美国环保署CompTox化学品仪表板[22]